# جامعةالزهرا
جامعة الزهراء قم مدرسه‌ای علمی-اسلامی مخصوص تحصیل بانوان در قم است. در حال حاضر، مسئولیت عالیه جامعة الزهراء بر اساس حکم رهبر جمهوری اسلامی بر عهده هیئت امنا می‌باشد که عبارت‌اند از: دو نفر علما به نمایندگی از طرف شورای عالی حوزه علمیه قم، مدیر حوزه علمیه قم و ۹ نفر اعضای هیئت مدیره سابق جامعة الزهراء. هیئت مدیره مرکب از: محمود محمدی عراقی، علی رازینی، محمدعلی نظام زاده، مصطفی پورمحمدی، کمال الدین خدامی، سید محمدرضا طباطبایی، فریده مصطفوی، مرضیه معینی و معصومه گلگیری می‌باشد. پس از استعفا سیدمحمود مدنی بجستانی مدیریت جامعة الزهراء در حال حاضر بر عهده زهره برقعی است.

## اعضای هیئت مؤسس
روح‌الله خمینی  در ۳۱ مرداد ۱۳۶۳ در حکمی این افراد را به عنوان هیئت مؤسس تعیین کرد:
- علی مشکینی
- موسوی اردبیلی
- احمد جنتی
- محمد فاضل
- محمدعلی شرعی
- محمدرضا توسلی
- حسن صانعی[۳]